# Sabkhat En Noual
Sabkhat En Noual o sabkha d'En Noual (àrab: سبخة نوال, sabẖat Nuwāl) és una llacuna salada o sabkha de Tunísia situada a la governació de Sidi Bouzid, delegació de Mazzouna de la que forma el seu límit sud. Té 20 km de llarg d'oest a est, i una amplada de 9 km a l'oest, estrenyent-se progrecivament fins al 5 km a l'est. Té una superfície de 142 km². La vila principal a la seva rodalia és Ghdir Errbaya, prop de la part oriental. Mazzouna és a uns 12 km al nord.